# INNOCENT SKY
『INNOCENT SKY』（イノセント・スカイ）は、日本のシンガーソングライターである吉川晃司の3枚目のオリジナル・アルバム。
1985年3月30日にSMSレコードからリリースされた。前作『LA VIE EN ROSE』（1984年）よりおよそ5か月振りにリリースされた作品であり、プロデュースは前作に引き続き渡辺プロダクション所属の木崎賢治およびSMSレコード所属の小野山二郎が担当している。
本作には作詞家として安藤秀樹および松本一起が参加した以外に吉川による初の作詞曲が収録、作曲家として原田真二および大沢誉志幸、佐藤健、伊藤銀次、NOBODYが参加している。レコーディングは日本国内で行われ、ギタリストであるCharが参加している他に編曲およびベーシストとして後藤次利が全面的に参加している。
本作はオリコンアルバムチャートにおいて前作に引き続き初登場第1位を獲得したが、吉川による当時の取り巻く環境を破壊し自由になりたいとの思いが反映された作風が影響し、前作までのファンが急速に離れる結果になった。4枚目のシングル「You Gotta Chance 〜ダンスで夏を抱きしめて〜」（1985年）はサウンドトラック『The Soundtrack』（1985年）に収録されているため本作には収録されず、本作からは「別の夢、別の夏」が後にリリースされた5枚目のシングル「にくまれそうなNEWフェイス」（1985年）のカップリング曲として収録された以外に一切シングルカットされていない。

## 背景
前作『LA VIE EN ROSE』（1984年）のリリースと前後して、吉川晃司は「FLYING PARACHUTE TOURⅡ」と題したコンサートツアーを同年9月12日の神奈川県立県民ホール公演から11月8日の長野県県民文化会館公演に至るまで、13都市全13公演を実施した。しかし同ツアー中のある会場にてテレビ番組の中継がコンサート終了後に入った際に、吉川が求めた世界観とは異なる歌謡ショーのような雰囲気でコンサートが終了する形になり、プロモーションの一環として割り切っていたものの進行に対して怒りを感じた吉川はディレクターに対して「アナタはボクのコンサートに来てる人たちを、いったいなんだと思ってるんですか!!」と怒鳴りつける事態となった。その後ディレクターに対して謝罪した吉川であったが、自身のコンサートに対する姿勢を改めて主張したことに理解を示したディレクターとは和解することになった。12月5日には3曲入りの12インチシングル「MAIN DISH」をリリース。12月31日には日本歌謡大賞の最優秀新人賞を含む8個の新人賞を受賞。しかし吉川は同大賞は出来レースであると主張し、テレビ番組『輝け!日本歌謡大賞』への出演を固辞していたものの強引に会場に連れていかれたため、止む無く出演することになった。
1985年1月6日には大阪城ホールにて、1月11日および17日には日本武道館において、イベントライブ「85 吉川晃司 Live For Rockfeeling Kids 「晃司に触れたい」」を実施。吉川としては初の日本武道館公演が含まれており、「デビューから1年で武道館が演れるアーティストにする」というスタッフの悲願が達成される形となった。1月11日には4枚目のシングル「You Gotta Chance 〜ダンスで夏を抱きしめて〜」をリリース、同曲はオリコンシングルチャートにおいて初の第1位を獲得する。同曲はTBS系音楽番組『ザ・ベストテン』（1978年 - 1989年）の1月24日放送分において第5位にランクインして初登場となり、2月14日および2月21日放送分において最高位となる第1位を記録、3月21日放送分に至るまで9週連続でランクインとなった。2月14日放送分ではTBSの屋上から花火をバックに歌唱し、2月21日放送分では港区の増上寺からクレーンに乗った状態で歌唱した。また、フジテレビ系音楽番組『夜のヒットスタジオ』（1968年 - 1985年）においては1月7日および2月11日、3月11日放送分において同曲を披露した。しかし当時の吉川はアイドル視されることを嫌悪しており、テレビ番組出演時にもチェッカーズ以外の他のアイドルたちとは一切口を利かず、サングラスをプロテクター代わりとして掛けていたと述べている。2月9日には主演第2作となる映画『ユー・ガッタ・チャンス』が公開された。同映画において吉川はすべてのアクションシーンを自ら演じることを切望し、反対するスタッフを押し切りスタントマンを使用せず危険なシーンもすべて吉川自身が演じる形で撮影が行われた。

## 録音、制作
吉川は18歳でデビューするまでの人生においてほとんど挫折を味わっていなかったが、デビュー後は大きな組織に所属していることによる不自由さを感じることや、自身の力ではどうにもならない周囲の雰囲気があったことから粗暴な行動を取るようになっていたという。そのような状況下であっても物事は先に進んでいってしまうために、吉川は「ちょっと待ってくれよ、俺はまだ自分が追いついていないんだ」という感覚を持っていたと述べている。当時の吉川はテレビ番組出演にも嫌気が差していたと述べ、音楽番組であるにも拘わらずお笑いの要素を求められることに納得がいかないものの、周囲からは「黙ってやれ」という指示が出ていたために自身の出番ではセットを破壊するなどの行為に及んでいた。このような状況は本作制作時あたりまで続いていたと述べている。
本作収録曲である「Gimme One Good Night」は吉川自身が作詞を行っているが、吉川曰く「誰々がスタジオに遊びに来てパッと作って、セッションでやっちゃった」というような洋楽雑誌などに掲載されていた記事に触発されたことから、ディレクターには反対されていたものの大沢誉志幸がスタジオを訪れた際に即興でレコーディングを行ったと述べている。本作に対して吉川は、「東京が最終目的地だとしたら静岡くらいまでは来たかな」と述べており、当時の状況を破壊して自由になりたいとの思いが強かったと述べている。本作リリース後に2枚目のアルバムまでを好んでいたファンが急速に離れていったため、後に吉川は後悔の念を抱いていると述べた。
書籍『ZERO : 1988/K2』によれば本作は吉川自身がコンセプト作りにも参加するなど、自身のイメージを自己主張し始めた最初のアルバムであると記されている。吉川の主張はコンサートツアーを経て感じ取った、AORのような音楽ではない16ビートのロック・ナンバーを体現することであった。本作のキーワードはデュラン・デュランとデヴィッド・ボウイであり、そのためアレンジャーとして後藤次利を起用したと記されている。後藤は「16ビートものは昔からやってみたかったけど、日本じゃ受け入れられない、とあきらめてた。けれど、吉川クンなら、それをメジャーにするパワーがある。だから話をもらって即OKした。嬉しかったから自分でも楽しく仕事ができた」と述べている。実際に本作以降ステージには厚みが加わり、後の「85 JAPAN TOUR」の成功は本作の影響が大きいと同書では記している。本作では初めて作詞に吉川の名前がクレジットされているが、1曲のみではあるものの言葉が大の苦手と過去に発言していた吉川が作曲よりも先に作詞でクレジットされたことが後への期待感を高まらせたと記している。

## リリース、アートワーク、チャート成績
本作は1985年3月30日にSMSレコードからLPレコードおよびカセットテープの2形態でリリースされた。1985年4月21日には初CD化されリリースされた。本作のジャケット写真などはすべて吉川自身が手掛けており、「絵ぐらい主張してやれ」という意識があったと述べている。フジテレビ系音楽番組『夜のヒットスタジオDELUXE』（1985年 - 1989年）において、本作収録曲の中から5月15日放送分で「別の夢、別の夏」、7月24日放送分で「INNOCENT SKY」、8月21日放送分で「雨上がりの非常階段」がそれぞれ披露された。
本作はオリコンアルバムチャートにて、LPレコードは最高位第1位を獲得、登場週数14回で売り上げ枚数は22.0万枚、カセットテープは最高位第2位の登場週数17回で売り上げ本数は11.5万枚となり、総合の売り上げ枚数は33.5万枚となった。2021年に実施されたねとらぼ調査隊による吉川のアルバム人気ランキングでは第5位となった。
CD盤はその後1998年6月10日にポリドール・レコードから再リリースされたほか、2007年3月14日には紙ジャケット仕様にてユニバーサルミュージックから再リリースされた。2014年4月23日には24bitデジタル・リマスタリングされたSHM-CD仕様にてワーナーミュージック・ジャパンから再リリースされた。2014年5月28日にはCD-BOX『Complete Album Box』に収録される形で紙ジャケット仕様のデジタル・リマスタリング盤として再リリースされた。

## ツアー
本作を受けたコンサートツアーは「85 JAPAN TOUR」と題し、1985年3月21日の渋谷公会堂公演を皮切りに7月21日の国営昭和記念公園公演まで58都市全63公演が実施された。僅か3か月の間に63公演を行うという強行スケジュールであり、吉川はデビュー後初めてコンサート漬けの毎日を送ることとなった。同ツアーにはサポートギタリストとしてKODOMO BAND所属のうじきつよしが参加、チケットは全国すべての会場で売り切れとなった。5月22日の山形県県民会館公演において、イベンターのミスにより1500人の収容スペースに対して倍のチケットが販売されたため、開演が1時間程度遅れた他に立ち見客が溢れる事態となった。イベンターは本番開始前に逃亡しており、吉川は聴衆に対して「みんなが悪いわけじゃない! オレたちも悪いわけじゃない! 悪いのはハゲたおじさんなんだ!! オレたちがぶっ倒れるか、みんながぶっ倒れるか、酸欠になるまで勝負しようぜー!!」とMCを行ったという。結果として吉川は1本のキャンセルもなく同ツアーを完遂し、ツアーファイナルとなった国営昭和記念公園公演では約4万人を動員した。最終公演では、当時ユンケル黄帝液を飲むことが流行していたため、じゃんけんで負けた人物が全部飲むという行為をライブ本番前に実行、吉川がじゃんけんに負けたためにユンケル黄帝液を10本程度飲んだところ、本番中に炎天下で歌唱していた際に心臓に異常を感じ、3曲歌唱した後に昏倒しステージ下に落下する事態となった。

## 収録曲
- CD歌詞カードに記載されたクレジットを参照[23]。

| #         | タイトル                       | 作詞      | 作曲       | 編曲      | 時間  |
| --------- | ------------------------------ | --------- | ---------- | --------- | ----- |
| 1.        | 「心の闇（ハローダークネス）」 | 安藤秀樹  | 原田真二   | 後藤次利  | 3:34  |
| 2.        | 「Gimme One Good Night」       | 吉川晃司  | 大沢誉志幸 | 後藤次利  | 2:19  |
| 3.        | 「スリルなモナリザ」           | 松本一起  | 佐藤健     | 後藤次利  | 4:30  |
| 4.        | 「サイレント シンデレラ」      | 松本一起  | 伊藤銀次   | 後藤次利  | 4:55  |
| 5.        | 「別の夢、別の夏」             | 安藤秀樹  | 佐藤健     | 後藤次利  | 4:22  |
| 合計時間: | 合計時間:                      | 合計時間: | 合計時間:  | 合計時間: | 19:40 |

| #         | タイトル                  | 作詞      | 作曲       | 編曲      | 時間  |
| --------- | ------------------------- | --------- | ---------- | --------- | ----- |
| 6.        | 「Lady Baby」             | 松本一起  | 後藤次利   | 後藤次利  | 4:51  |
| 7.        | 「in a sentimental mood」 | 安藤秀樹  | 大沢誉志幸 | 後藤次利  | 4:07  |
| 8.        | 「雨上がりの非常階段」    | 松本一起  | NOBODY     | 後藤次利  | 3:49  |
| 9.        | 「INNOCENT SKY」          | 松本一起  | 佐藤健     | 後藤次利  | 6:39  |
| 合計時間: | 合計時間:                 | 合計時間: | 合計時間:  | 合計時間: | 19:26 |

## スタッフ・クレジット
- CD付属の歌詞カードおよびバックカバーに記載されたクレジットを参照[23]。

### 参加ミュージシャン
- 後藤次利 – ベース
- 山木秀夫 – ドラムス
- 富樫春生 – キーボード
- 中村哲 – キーボード
- 今剛 – ギター
- Char – ギター（1,2,9曲目）
- 矢口博康 – サックス
- 松武秀樹 – コンピュータ・プログラミング
- NOBODY – コーラス
- 佐藤健 – コーラス
- 大橋純子 – コーラス

### 録音スタッフ
- 木崎賢治 – プロデューサー
- 小野山二郎（SMSレコード） – プロデューサー
- 川面博 – ディレクター
- 内沼映二 – エンジニア

### 美術スタッフ
- 吉川晃司 – アートワーク
- 児玉敦 – アートディレクター、デザイン
- 岩岡吾郎 – 写真撮影
- 三浦憲治 – 写真撮影
- 楠岡賢一 – スタイリング・コーディネーター
- 佐藤寛児 – ヘアー&メイク・アップ
- 安田薫 – デザイナー

### 制作スタッフ
- 河村厳生 – アーティスト・マネージメント
- かんざきまさお – アーティスト・マネージメント
- 藤沢映子 – スペシャル・サンクス
- すぎやまみさこ (Brooklyn N.Y) – スペシャル・サンクス

## チャート
| チャート         | 最高順位 | 登場週数 | 売上数   | 規格 | 出典  |
| ---------------- | -------- | -------- | -------- | ---- | ----- |
| 日本（オリコン） | 1位      | 14回     | 22.0万枚 | LP   | [ 3 ] |
| 日本（オリコン） | 2位      | 17回     | 11.5万枚 | CT   |       |

## リリース日一覧
| No. | リリース日    | レーベル                       | 規格   | カタログ番号 | 備考                                                                                | 出典          |
| --- | ------------- | ------------------------------ | ------ | ------------ | ----------------------------------------------------------------------------------- | ------------- |
| 1   | 1985年3月30日 | SMSレコード                    | LP     | SM28-5414    |                                                                                     |               |
| 2   | 1985年3月30日 | SMSレコード                    | CT     | CM28-5414    |                                                                                     |               |
| 3   | 1985年4月21日 | SMSレコード                    | CD     | MD32-5004    |                                                                                     | [ 24 ]        |
| 4   | 1998年6月10日 | ポリドール                     | CD     | POCH-1702    |                                                                                     | [ 25 ] [ 26 ] |
| 5   | 2007年3月14日 | ユニバーサルミュージック       | CD     | UPCY-6339    | 紙ジャケット仕様                                                                    | [ 27 ] [ 28 ] |
| 6   | 2012年10月1日 | ポリドールK.K.                 | AAC-LC | -            | デジタル・ダウンロード                                                              | [ 29 ]        |
| 7   | 2014年4月23日 | ワーナーミュージック・ジャパン | SHM-CD | WPCL-11806   | 最新24bitデジタルリマスタリング                                                     | [ 30 ] [ 31 ] |
| 8   | 2014年5月28日 | ワーナーミュージック・ジャパン | SHM-CD | WPCL-11903   | CD-BOX『Complete Album Box』収録、紙ジャケット仕様、最新24bitデジタルリマスタリング | [ 32 ] [ 33 ] |
| 9   | 2025年1月22日 | ユニバーサルミュージック       | SHM-CD | UPCY-8031    | 40周年記念 2024年最新リマスタリング・紙ジャケット仕様 CD(SHM-CD)                    | [ 34 ]        |